# Registro Nacional de Lugares Históricos em Rhode Island
Edifícios, locais, distritos e objetos no Registro Nacional de Lugares Históricos em Rhode Island. Desde 7 de fevereiro de 2014 existem 771 propriedades e distritos listados do Registro Nacional de Lugares Históricos nos 5 condados de Rhode Island, incluindo os 45 nomeados no Marco Histórico Nacional.
O Condado de Providence‎ é o que contem a maior quantidade de registros, enquanto o condado de Bristol contem a menor quantidade. Os primeiros NRHPs em Rhode Island foram designados em 15 de outubro de 1966 e o mais recente em 8 de janeiro de 2014.

## Números de propriedades por condado
A relação a seguir lista as entradas atuais, por condado, pertencentes ao Registro Nacional de Lugares Históricos. Estas somas são baseadas em inscrições no Banco de Dados do Cadastro Nacional de Informações a partir de 24 de abril de 2008, e nas novas listas semanais postadas desde então no site do National Register of Historic Places. Há inclusões freqüentes e exclusões ocasionais à lista, fazendo com que as contagens mostradas aqui sejam aproximadas e não oficiais. Igualmente, a contagem desta tabela exclui o aumento e diminuição de fronteiras que modificam a área coberta por uma propriedade existente ou distrito e que apresentem um número de referência nacional distinto no Regisro Nacional.
|              | \| \| Condado \| Nº de lugares \| \| ------------ \| ------------------------------- \| ------------- \| \| 1 \| Bristol \| 27 \| \| 2 \| Kent \| 80 \| \| 3 \| Newport \| 121 \| \| 4.1 \| Providence: Pawtucket \| 52 \| \| 4.2 \| Providence: Providence (cidade) \| 167 \| \| 4.3 \| Providence: outras localidades \| 196 \| \| 4.4 \| Providence: (duplicados) \| (1)[3] \| \| 4 \| Providence: Total \| 414 \| \| 5 \| Washington \| 132 \| \| (duplicados) \| (duplicados) \| (3)[4] \| \| Total: \| Total: \| 771 \| |               |
|              | Condado | Nº de lugares |
| 1            | Bristol | 27            |
| 2            | Kent | 80            |
| 3            | Newport | 121           |
| 4.1          | Providence: Pawtucket | 52            |
| 4.2          | Providence: Providence (cidade) | 167           |
| 4.3          | Providence: outras localidades | 196           |
| 4.4          | Providence: (duplicados) | (1)           |
| 4            | Providence: Total | 414           |
| 5            | Washington | 132           |
| (duplicados) | (duplicados) | (3)           |
| Total:       | Total: | 771           |